# Peter Felten

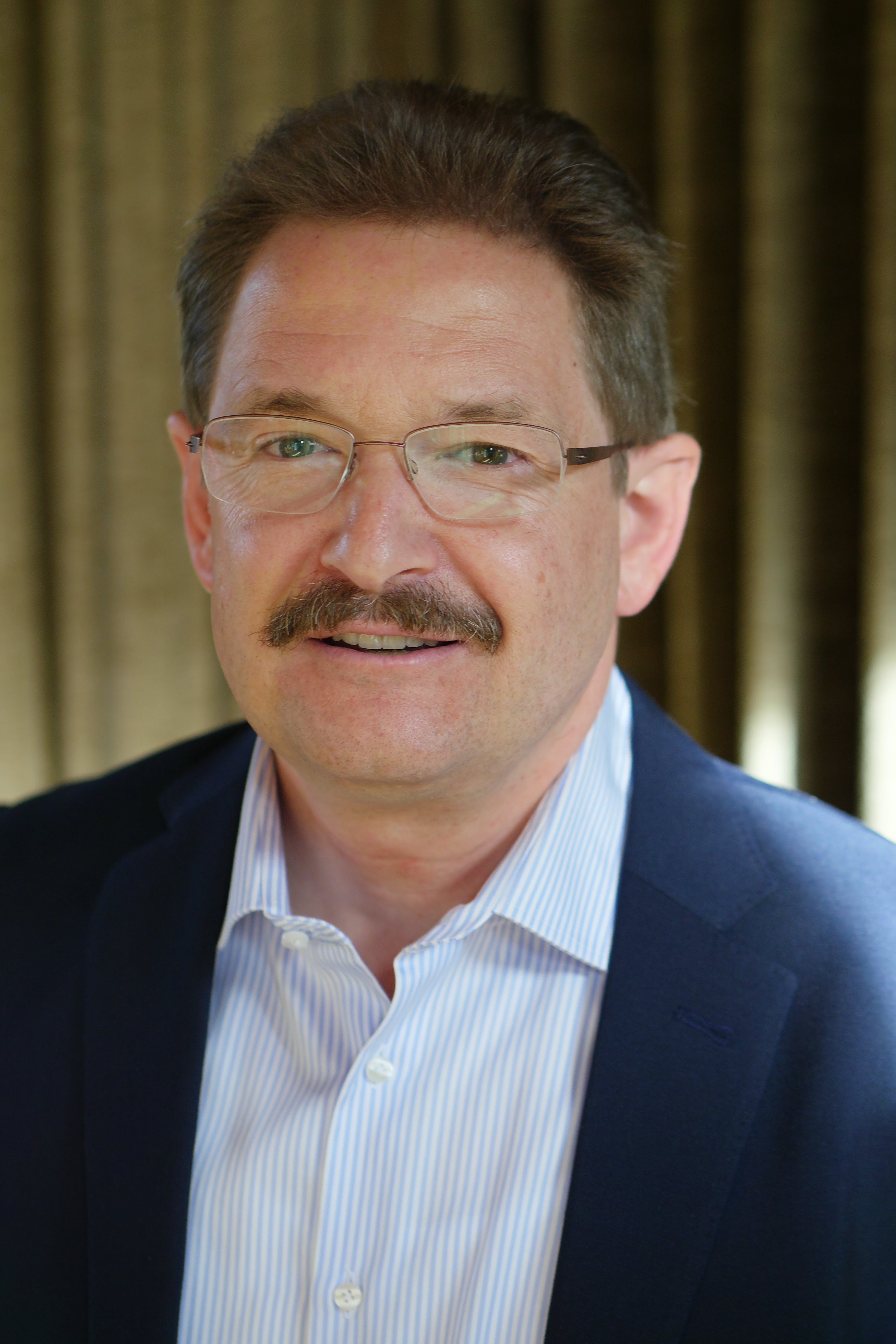
Peter Felten (2017)

Peter Felten (* 4. Mai 1965 in Calw) ist ein deutscher Diplomat. Seit August 2022 ist er Botschafter in Montenegro und leitet als solcher die Botschaft Podgorica.

## Leben
Nach dem Abitur 1984, dem Wehrdienst und einer Ausbildung zum Bankkaufmann absolvierte Felten ab 1987 das Studium der Wirtschaftswissenschaften an den Universitäten Augsburg und Lyon, das er als Diplomökonom abschloss. Er trat im Mai 1993 in den Auswärtigen Dienst ein. Nach der Ausbildung an der Diplomatenschule in Bonn-Ippendorf und dem Abschluss der Laufbahnprüfung für den höheren Dienst fand er seit 1994 Verwendung an verschiedenen Auslandsvertretungen sowie in der Zentrale des Auswärtigen Amtes in Berlin.
In den Jahren 1995 bis 1998 war Felten ständiger Vertreter des Deutschen Generalkonsuls in Saratow (Russische Föderation), von 1998 bis 2001 Referent für Menschenrechte an der deutschen Ständigen Vertretung bei den Vereinten Nationen in New York City, zwischen 2001 und 2004 hatte er den Posten des Referent im Protokoll des Auswärtigen Amts in Berlin inne. In den Jahren 2004 bis 2007 leitete den Felten Wirtschaftsdienst der Deutschen Botschaft in Lissabon (Portugal), 2007 bis 2008 folgte seine Tätigkeit als Außenpolitischer Berater der Siemens AG in München.
Zwischen 2008 und 2011 leitete Felten die Arbeitseinheit für Internationale Zusammenarbeit in der Humanitären Hilfe im Auswärtigen Amt in Berlin. Ab 2011 war er Leiter des Büros der deutschen Botschaft Khartum in Dschuba und, nach deren Umwandlung in eine Botschaft, der erste deutsche Botschafter in Südsudan. 2013 wurde er bis 2016 stellvertretender Leiter der Deutschen Botschaft Islamabad in Pakistan. In den Jahren zwischen 2016 und 2020 war Felten Leiter des Referates für Multilaterale Gestaltung der Humanitären Hilfe im Auswärtigen Amt, sowie bis 2019 Mitglied des Beratergremiums des VN-Generalsekretärs für den Zentralen Nothilfefonds der Vereinten Nationen (CERF Advisory Group).
Ab Juli 2020 war Peter Felten stellvertretender Leiter der Deutschen Botschaft Bagdad in Irak. Im August 2022 wurde er Botschafter in Montenegro.
Peter Felten ist verheiratet. Er ist Katholik und Gemeindemitglied in der Pfarrei Mater Dolorosa (Berlin-Lankwitz).

## Quelle
Lebenslauf. In: Deutsche Botschaft Podgodica. Auswärtiges Amt, abgerufen am 12. April 2022.